# Pierrefitte (Creuse)
Pierrefitte é uma comuna francesa na região administrativa da Nova Aquitânia, no departamento de Creuse. Estende-se por uma área de 6,4 km². Em 2010 a comuna tinha 71 habitantes (densidade: 11,1 hab./km²).